# AZ Cygni
AZ Cygni (BD+45 3349) ist ein Roter Überriese (M3 Iab) im Sternbild Cygnus, etwa 6800 Lichtjahre von der Erde entfernt. Detaillierte Studien gelangen mit dem CHARA-Array zur Untersuchung von Oberflächenveränderungen Roter Überriesen.